# 케이마리크티스 포스테리
케이마리크티스 포스테리(Cheimarrichthys fosteri)는 통구멍목에 속하는 조기어류의 일종이다. 케이마리크티스과(Cheimarrichthyidae)와 케이마리크티스속(Cheimarrichthys)의 유일종이다. 농어목으로 분류하기도 한다. 뉴질랜드에서 발견된다. 어미고기가 되면 원래 서식하던 강으로 회유를 하지만, 새끼때는 바다에서 발견된다. 몸길이는 최대 15cm 정도이다.